# Mumien fra San Andrés
Mumien fra San Andrés (Momia de San Andrés) er en Guanchemumie der blev fundet i den lille by San Andrés i Santa Cruz de Tenerife (Tenerife, De Kanariske Øer, Spanien).
Dette er en af de bedst bevarede mumier der blevet fundet i De Kanariske Øer. Der hvor det er blevet opbevaret, har gjort på en måde der svarer til, hvad der sker med moselig som Grauballemanden, Tollundmanden, Lindowmanden og ligende. Denne mand på cirka 25 til 30 år og delvis dækket med gedeskind bundet med 6 strimler, der omgiver den. Det menes at en konge kunne være Aboriginal eller en førende figur i tidens Guanchersamfund.
Det blev opdaget i 50'erne af det tyvende århundrede og er opbevaret på Museo de la Naturaleza y el Hombre i Santa Cruz de Tenerife.